# Alte Residenz Passau

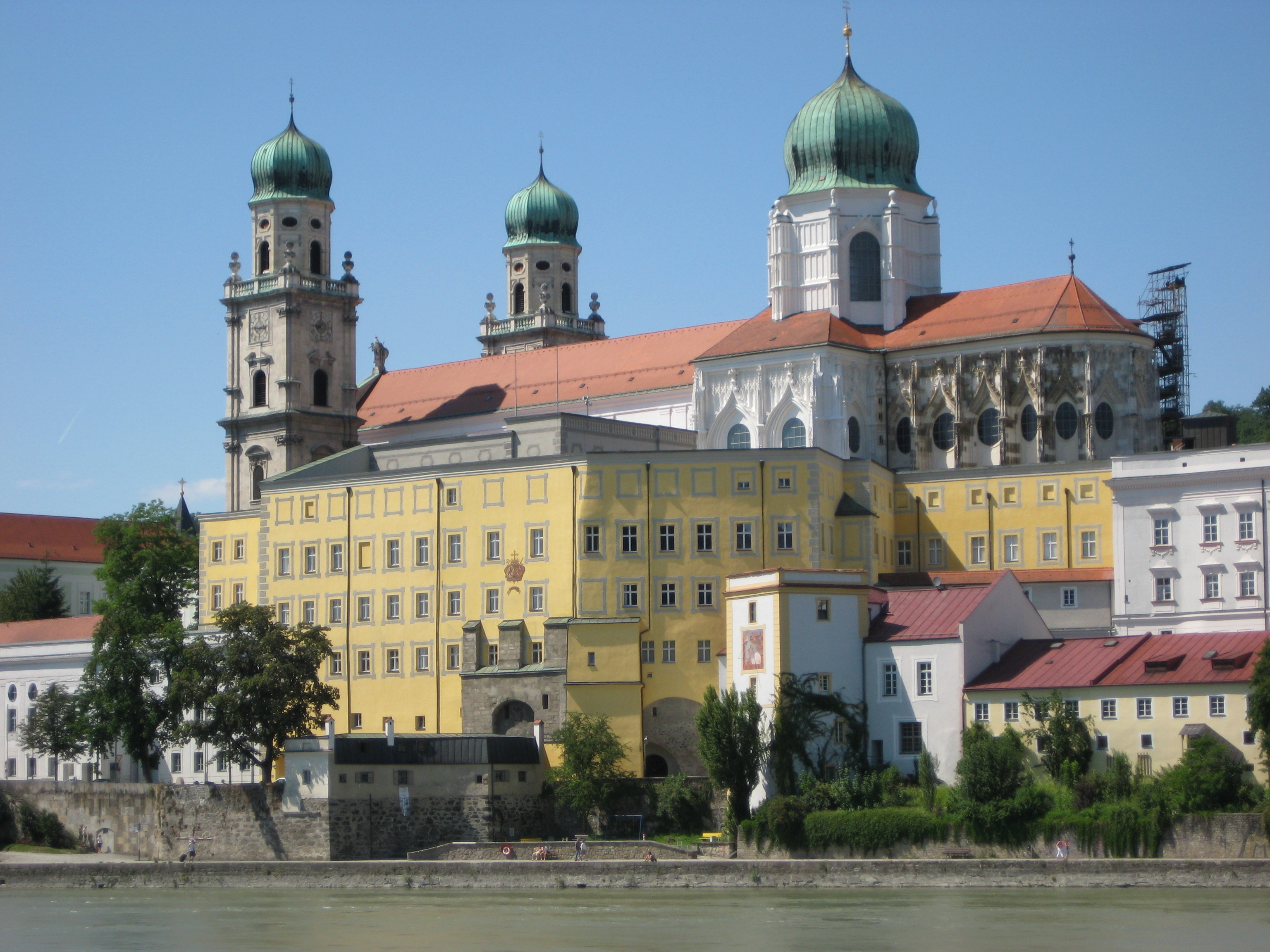
Die Alte Residenz vor dem Dom

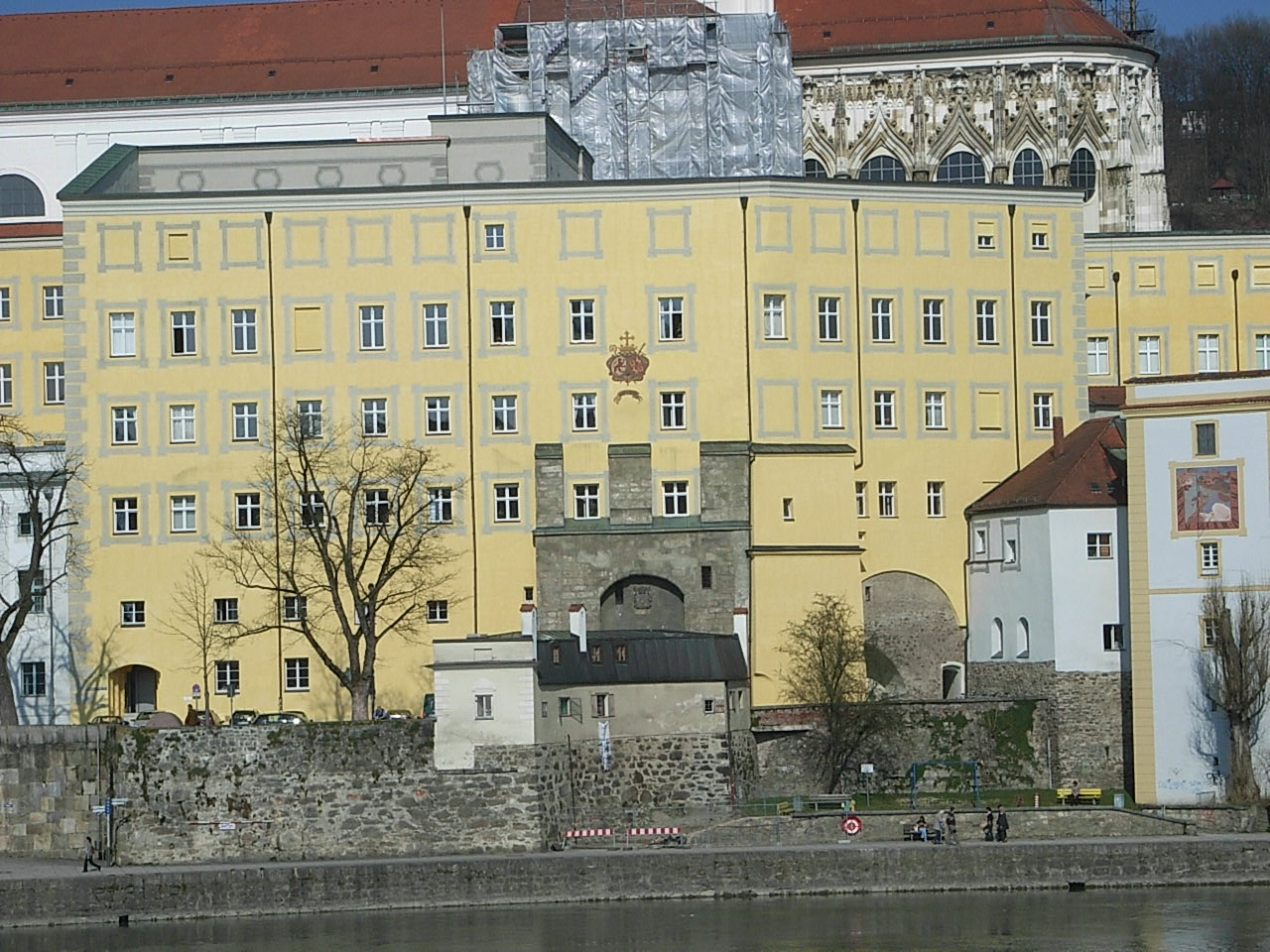
Fassade

Die Alte Residenz liegt in der Altstadt von Passau gegenüber dem Dom. Die Anlage ist unter der Aktennummer D-2-62-000-642 als Baudenkmal von Passau verzeichnet.

## Geschichte
Der heutige Baubestand stammt im Wesentlichen aus dem 15. bis 17. Jahrhundert, ältester erhaltener Teil ist romanisches Türgewände von 1180. Urkundlich sind die Fürstbischöfe erstmals 1188 als Besitzer der Bischofspfalz erwähnt. Die Erweiterungsbauten der zweiten Hälfte des 16. Jahrhunderts wurden von Leonard Uttner und Christoforo Canevale ausgeführt.
Entlang der Zengergasse erstreckt sich der Zengerhof, der heute das Landgericht beherbergt. In den Sälen des Obergeschosses befinden sich Stuckdecken der Carlone-Schule von 1685 und von Giovanni Battista d’Allio von 1720.
Im Osten liegt die 1803 säkularisierte Hofkapelle mit Portal von Balthasar Vecchio von 1693. Der Kapellenraum dient heute als Sitzungssaal des Landgerichtes. Im zweiten Obergeschoss befinden sich fünf repräsentative Zimmer aus dem 18. Jahrhundert sowie die Obere Hofkapelle, das indianische Spalierzimmer und der Audienzsaal.
Über den sogenannten Saalbau ist das Gebäude mit der Neuen Residenz verbunden.
Zum Gesamtkomplex der Residenz siehe Residenz (Passau).